# Karlovac Feričanački
Karlovac Feričanački je naselje u Republici Hrvatskoj, u sastavu Grada Orahovice, Virovitičko-podravska županija. 

## Stanovništvo
Prema popisu stanovništva iz 2001. godine, naselje je imalo 26 stanovnika te 13 obiteljskih kućanstava.
| broj stanovnika |       |       |       |       |       |       |       | 65    | 68    | 76    | 66    | 65    | 43    | 27    | 26    | 12    | 9     |
|                 | 1857. | 1869. | 1880. | 1890. | 1900. | 1910. | 1921. | 1931. | 1948. | 1953. | 1961. | 1971. | 1981. | 1991. | 2001. | 2011. | 2021. |